# Маскара
Маскара (араб. مـعـسـكـر, фр. Mascara) — місто на північному заході Алжиру. Адміністративний центр однойменного вілаєту.
Розташоване на річці Хобра.
Муаскара — адміністративний, торговельний і комерційний центр. Виробляються зерно, оливкова олія і вино, вироби зі шкіри.

## Історія
Місто Маскара було засноване 1701 року і було військовим гарнізоном Османської імперії, звідси і назва: Маскара.
1832 року Маскара стає столицею незалежного Алжиру при емірі Абд аль-Кадірі.
1835 року Маскара була зруйнована французькими військами, а 1841 французи встановили повний контроль в місті.
Маскара має два райони: один, більш новий, французький і старий мусульманський. Збереглися залишки фортифікаційних укріплень.
18 серпня 1994 року в Муаскарі стався землетрус силою 5,6 балів за шкалою Ріхтера, загинув 171 житель.

## Транспорт
Муаскара має гарне автомобільне і залізничне сполучення з основними містами Алжиру (Релізан — 65 км, Сіді-Бель-Аббес — 90 км, Оран — 105 км, Саїд за — 80 км). Є аеропорт.

## Міста-побратими
- Елькадер, штат Айова, США
- Тіфаріті, Західна Сахара
- Бурса, Туреччина
- Бургас, Болгарія

## Знамениті земляки

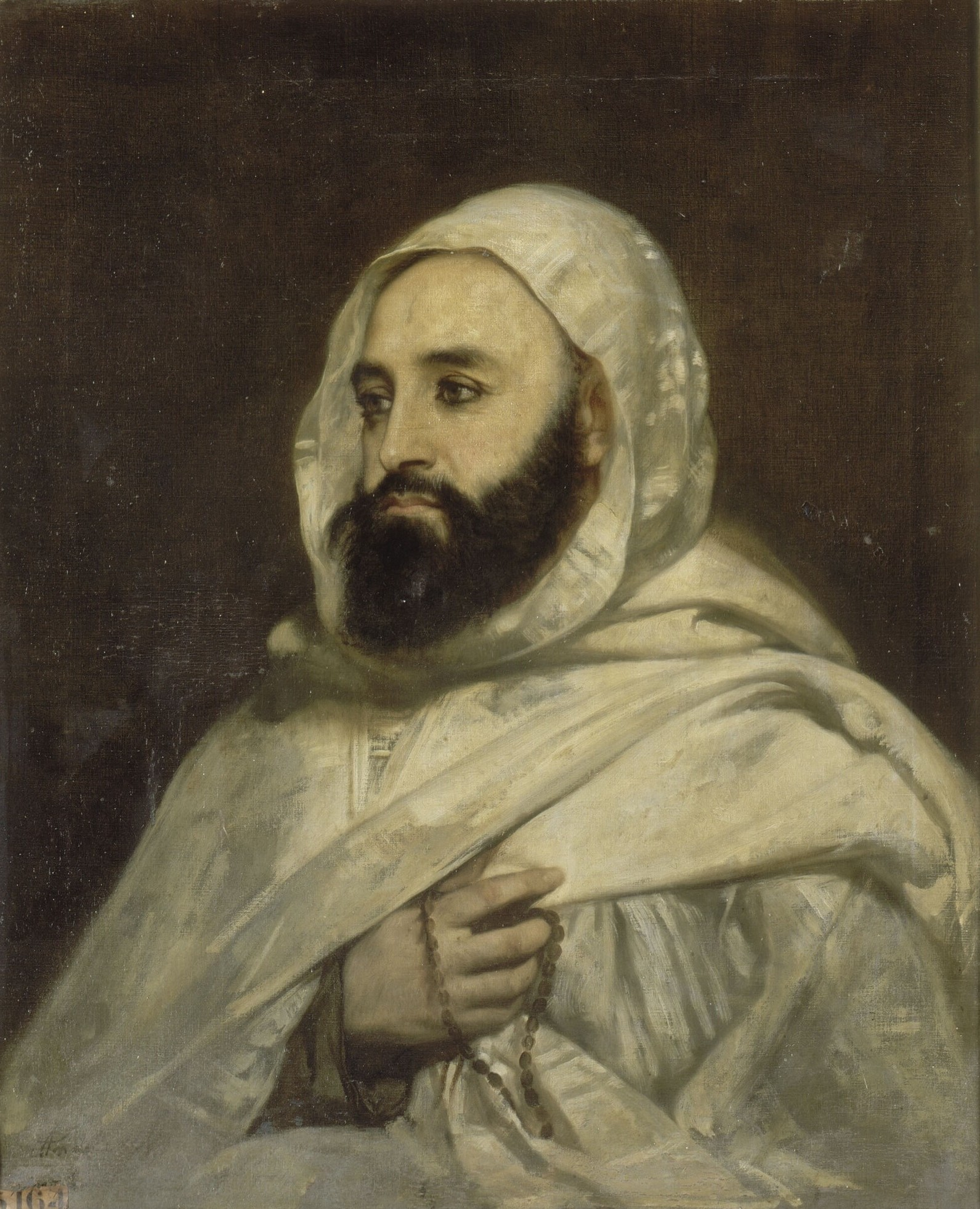
Абд аль-Кадір

- Абд аль-Кадір — національний герой Алжиру, борець за свободу
- Тут живе Лакдар Беллум, колишня зірка африканського футболу.